# リンカーン・プレイスのトルコ風呂
ダブリンのリンカーン・プレイスにあったトルコ風呂 (トルコぶろ、英語: Turkish Baths, Lincoln Place) は1860年2月2日にオープンしたヴィクトリア朝の私営入浴施設である。1900年までトルコ風呂として営業しており、建物は1970年に壊された。ジェイムズ・ジョイスの『ユリシーズ』に出てくることでよく知られている。

## 来歴

### 設計と建造
リンカーン・プレイスのトルコ風呂は1859年に設立されたダブリントルコ風呂有限責任会社 (英語: Turkish Bath Company of Dublin Limited) のためにリチャード・バーター医師が建造し、1860年2月2日にオープンした。同姓同名の別人で、彫刻家で建築家であったリチャード・バーターが設計した 。建物は『ダブリン・ビルダー』誌から好評を博しており、アイルランドの建築業者が特殊なデザインを非常にうまく処理したことが称賛され、近くのグレート・ブランズウィック・ストリートにあるホーガン&サンズが作ったファサードの精巧な石膏装飾も注目された。当時はウェストランド・ロウにあり、その後近くのグレート・ブランズウィック・ストリートに移動するマイケル・ミード&サンズが建築を請け負っており、これは記録に残っているこの会社の最初のプロジェクトであった。
入場券売り場の両側にそれぞれ男性用と女性用の浴場があった。社員会議室の上にある、15メートル以上も高さのあるねぎぼうずのような形のドームは非常に目立つ特徴であった。内装は「東洋風アーチと彩色されたレンガ」 であり、床にはミントン社のパターンタイルがはめ込まれていた。建物の後ろには馬などの動物が水浴びできる場所があった。正面の高さは57メートルほどであった。

### 運営
入浴者は赤いガウンとトルコ風スリッパを着用した。入浴後にくつろぐ利用者にはコーヒーとトルコ式のパイプたばこが提供された。
稼働開始してから4年間は1日90名の入浴者を迎えており、最初は非常に成功していた。建物の西側にはレストランが併設されていろいろな経営者に貸し出されており、もともとはカフェ・ド・パリと呼ばれていて、記録にある中では最初のダブリンのフレンチレストランである。
バーター医師は1867年にこのトルコ風呂の運営から離れ、こことは別に1869年3月17日からサックヴィル・ストリートでハンマームという名前の浴場を経営するようになった。ブレイの浴場マネージャーだったジョン・カランは1886年に死亡した際、このリンカーン・プレイスのトルコ風呂のマネージャーをつとめていた。このトルコ風呂はミラー&ジュリーの手に渡ったが、管理不行届に関する法的問題が発生した後、1900年に売却された。

### 閉館
1900年にトルコ風呂としての営業は停止した。閉館後70年間にわたり、建物はさまざまな目的で商用施設として使われたが、1970年に取り壊された。

## 文学作品への登場
ジェイムズ・ジョイスの『ユリシーズ』でレオポルド・ブルームがこの施設を「浴場のモスク」と呼んでいる。しかしながらこのトルコ風呂じたいは1900年に閉館しているため、1904年が舞台の『ユリシーズ』の時代には既に営業はしていなかった。リンカーン・プレイスは医療関連施設が多い場所で、近くには同じく『ユリシーズ』に登場するスウィニー薬局もあった。